# スヴェトスラフ・トドロフ
スヴェトスラフ・トドロフ（ブルガリア語: Светослав Тодоров, ラテン文字転写: Svetoslav Todorov, 1978年8月30日- ）は、ブルガリア・ドブリチ出身の元同国代表サッカー選手、現サッカー指導者。現役時代のポジションはフォワード。

## 経歴

### 選手時代

#### 初期
1996-97シーズンに国内1部リーグのFCドブルジャでキャリアを開始したトドロフは、12試合2得点を記録した。その後、2部王者のリテックス・ロヴェチと契約し、4季の在籍で70試合34得点を記録した。その活躍からイングランドのクラブの関心を集め、プレストン・ノースエンドFCとウェストハム・ユナイテッドFCのトライアルを経て、2001年1月に同国1部のウェストハムとの契約を勝ち取った。ブルガリアでプレーしている間に2000年5月13日のPFCスパルタク・ヴァルナ戦（アウェイ0-1敗北）で1度だけ退場処分となっている。

#### ウェストハム
移籍金50万ポンド＋インセンティブ200万ポンドでウェストハムと契約したトドロフは、リヴァプールFC戦（0-3敗北）で初出場、公式戦出場3試合目となったFAカップのトッテナム・ホットスパーFC戦（2-3敗北）で公式戦初得点、ミドルズブラFC戦でリーグ戦初得点を記録した。しかし、2001年5月にハリー・レドナップ監督からグレン・ローダー監督に交代すると構想外となり、2001-02シーズンの出場が僅か8試合にとどまった。

#### ポーツマス
以前指導を受けたレドナップ監督の誘いから、2002年3月に移籍金75万ポンドで2部のポーツマスFCと契約し、レドナップ監督は"非常に知的な選手"とトドロフを評した。ポーツマスでの2試合目となったプレストン戦では同2001-02シーズンで唯一となる一発退場となった。翌2002-03シーズンにレギュラーの座を掴むことに成功したトドロフは、最終節のブラッドフォード・シティAFC戦でのハットトリックを含め45試合26得点で得点王となる活躍でチームを優勝と1部昇格に導いいた。最終節にハットトリックを達成したことでノッティンガム・フォレストFCのデヴィッド・ジョンソンを抑えて得点王に輝いた活躍にレドナップ監督から惜しみない称賛が送られ、2003年7月にはクラブから3年の契約延長が提示され合意した。また、クラブでの好調さからブルガリア代表に復帰を果たしている。
このように絶頂期を過ごしていたものの、プレミアリーグ開幕前の練習中に膝の靭帯を負傷してしまい、膝の手術のために2003-04シーズンの欠場を余儀なくされた。2004年2月にポーツマスのリザーブチームで復帰を果たし、アウェイでのリヴァプールFC戦でトップチームに復帰した。前述の負傷により2003-04シーズンの出場は僅か1試合のみとなり、さらに、2004年5月に再度膝の手術を要したため同年夏に行われるEURO2004と2004-05シーズン全体の欠場となった。2季に渡り棒に振っていたものの、2005年8月に契約延長が提示された上で体調を取り戻すために他クラブへの期限付き移籍での話が切り出された。しかし、最終的に2005-06シーズンはポーツマスに残留することが決定し、主に途中出場で出場数を重ねた。同シーズンでは、2005年12月にポーツマスに復帰したレドナップ監督の下でウェスト・ブロムウィッチ・アルビオンFC戦での決勝点、前所属のウェストハム戦、ブラックバーン・ローヴァーズFC戦、サンダーランドAFC戦とで合計4得点を挙げ、生き残りに苦しんでいたクラブの1部残留に一役買った。
2006-07シーズンは、開幕から3試合で2得点を記録後に同リーグのウィガン・アスレティックFCへシーズン終了までの期限付き移籍が決定した。この取引にウィガンのポール・ジュエル監督は「ボールをネットの中に入れる純粋なストライカー」と評し、期待を寄せていたものの、得点を挙げることは出来ず、出場も僅か5試合と印象づけるのに失敗し、2007年1月にポーツマスへ復帰が決定した。ポーツマス復帰後は、2007年3月のフラムFC戦で途中出場したのみだった。

#### チャールトン
ポーツマスで構想外となったため出場機会を求めたトドロフは、2007年7月に自由移籍で同国2部のチャールトン・アスレティックFCと1年契約を締結した。9月に同じロンドンを拠点とするライバルのクリスタル・パレスFC相手に初得点を挙げたものの、10月のプリマス・アーガイルFC戦で膝を負傷したことで2007-08シーズン残りの欠場が決定。2008年6月に契約を1年延長することに成功したが、2008-09シーズン終了後の契約延長を勝ち取ることが出来ず、契約満了に伴い退団が決定した。

#### 晩年
2009年7月16日に自由移籍で古巣のリテックス・ロヴェチと契約。8月8日のPFCロコモティフ・メズドラ戦（アウェイ5-0勝利）でイヴェリン・ポポフに交代で後半から初出場を飾ると、89分に移籍後初得点を挙げた。10月25日のレフスキ・ソフィア戦（2-1勝利）で試合終了間際に決勝点を記録。その後も活躍を続けていった結果、2011年1月にリテックス・ロヴェチのファンから2010年度の年間最優秀選手賞に選出された。7月12日にモンテネグロ1部のFKモグレンとのUEFAチャンピオンズリーグ 2011-12予選2回戦第1戦（アウェイ2-1勝利）で1点のビハインドを追いかける中で後半に2得点を挙げ、クラブを見事勝利に導く活躍を見せた。
2012年夏にリテックス・ロヴェチを退団後は、ウクライナ・プレミアリーグの昇格組であるFCホヴェルラ・ウージュホロドと8月から1年契約を締結した。

### 指導者時代
ホヴェルラで現役引退を表明したトドロフは、2013年8月14日にブルガリア2部を戦う古巣のPFCドブルジャ・ドブリチの監督に就任し、選手としてのキャリアを開始したクラブで監督としてのキャリアを開始することとなった。

## タイトル

### クラブ
リテックス・ロヴェチ
- ブルガリアリーグ : 1997-98, 1998-99, 2009-10, 2010-11
- ブルガリア・スーパーカップ : 2010

ポーツマス
- フットボールリーグ・ディビジョン1 : 2002-03

### 個人
- フットボールリーグ・ディビジョン1得点王 : 2002-03（26得点）